# 小林奈央
小林 奈央（こばやし なお、1993年10月30日 - ）は、岡山県出身の元女性ソフトテニス選手。2014年アジア競技大会日本代表。尽誠学園高校-早稲田大学。2014年シーズンを最後に引退。

## 四大国際大会戦績
- 2011世界ソフトテニス選手権　　国別対抗団体戦銀メダル　シングルスベスト8
- 2012アジアソフトテニス選手権　国別対抗団体戦金メダル ミックスダブルス金メダル
- 2013東アジア競技大会　ミックスダブルス金メダル(長江光一・小林奈央)　　国別対抗団体戦金メダル　ダブルス銅（小林奈央・宮下愛未）　シングルスベスト8
- 2014アジア競技大会　ダブルスベスト8（小林奈央・森原可奈）　ミックスダブルスベスト8（篠原秀典・森原可奈）　国別対抗団体戦銀メダル
- 2015世界ソフトテニス選手権　シングルスベスト8　国別対抗団体戦銀メダル